# Tovaria

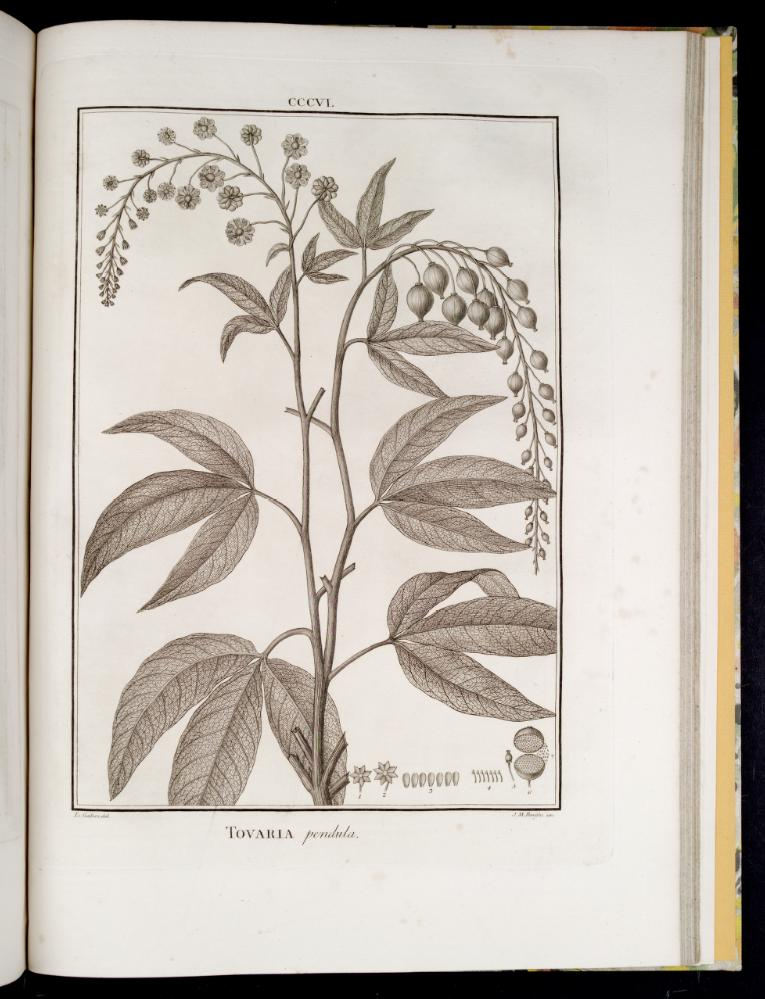
Tovaria pendula ilustrace

Tovaria je jediným rodem čeledi Tovariaceae. Zahrnuje dva druhy keřů se střídavými trojčetnými listy a drobnými květy v dlouhých hroznovitých květenstvích. Plodem je bobule. Rod je rozšířen v tropické Americe.

## Rozšíření
Tento rod pochází z Mexika a Jamajky, odkud se rozšířil do států Střední Ameriky a na ostrovy Karibiku, do Venezuely, Kolumbie, Ekvádoru, Bolívie a Peru v Jižní Americe.

## Popis
Jsou to vytrvalé, štíhlé, řídce větvené byliny až keře, kůra prutů má zelenou barvu. Řapíkaté listy jsou většinou trojčetné, lysé a vyrůstají střídavě, někdy mívají drobné, trojúhelníkovité palisty. Lístky jsou kopinaté, zašpičatělé, mívají délku 8 a šířku 2 až 3 cm, okraje mají hladké. Celé rostliny jsou aromatické.
Rostliny vykvétají mnohdy již v prvém roce oboupohlavnými květy v prodloužených, volných, terminálních, hroznovitých květenstvích. Květy jsou asi 7 mm velké, nejčastěji šestičetné a mají barvu bledě žlutou nebo zelenkavou. Volné korunní lístky zaobleného tvaru jsou delší než špičaté kališní lístky. Okvětí je uspořádáno šupinovitě. Nápadných tyčinek dlouhých asi 4 mm je v květu většinou 8, všechny jsou plodné, prašníky se otvírají podélně. Synkarpické gyneceum se skládá obvykle ze 6 plodolistů, svrchní semeník má stejný počet pouzder, vajíček bývá 20 až 70. Placentace je nákoutní.
Plod je dužnatá nepukající bobule se stopkou, obsahuje mnoho drobných semen která mají olejnatý endosperm.

## Význam
Tyto rostliny jsou bez hospodářského významu.

## Taxonomie
Čeleď Tovariaceae byla dříve řazena do řádu Capparales, po jeho zrušení je v řádu brukvotvarých. Jsou uváděny rozličné počty druhů rodu Tovaria, důvěryhodné prameny se však ustavily jen na dvou:
- Tovaria pendula Ruiz et Pav. – roste ve všech výše vyjmenovaných místech
- Tovaria diffusa (Macfad.) Fawc. et Rendle – roste v severním Mexiku a na Jamajce [6][7][8]